# Chicago-Marathon 2013
| 36. Chicago-Marathon                            | 36. Chicago-Marathon               |
| ----------------------------------------------- | ---------------------------------- |
| Stadt                                           | Chicago, Vereinigte Staaten        |
| Datum                                           | 13. Oktober 2013                   |
| Distanz                                         | 42,195 Kilometer                   |
| Sieger                                          |                                    |
| Männer                                          | Dennis Kipruto Kimetto (2:03:45 h) |
| Frauen                                          | Rita Jeptoo Sitienei (2:19:57 h)   |
| ← Chicago-Marathon 2012 Chicago-Marathon 2014 → |                                    |
| Website                                         | Offizielle Website                 |

Der Chicago-Marathon 2013 war die 36. Ausgabe der jährlich stattfindenden Laufveranstaltung in Chicago, Vereinigte Staaten. Der Marathon fand am 13. Oktober 2013 statt und war der sechste World Marathon Majors des Jahres.
Bei den Männern gewann Dennis Kipruto Kimetto in 2:03:45 h und bei den Frauen Rita Jeptoo Sitienei in 2:19:57 h.

## Ergebnisse

### Männer
| Platz | Athlet                     | Land               | Zeit (h) |
| ----- | -------------------------- | ------------------ | -------- |
| 01    | Dennis Kipruto Kimetto     | Kenia              | 2:03:45  |
| 02    | Emmanuel Kipchirchir Mutai | Kenia              | 2:03:52  |
| 03    | Sammy Kirop Kitwara        | Kenia              | 2:05:16  |
| 04    | Micah Kipkemboi Kogo       | Kenia              | 2:06:56  |
| 05    | Dathan Ritzenhein          | Vereinigte Staaten | 2:09:45  |
| 06    | Ayele Abshero              | Äthiopien          | 2:10:10  |
| 07    | Hiroaki Sano               | Japan              | 2:10:29  |
| 08    | Moses Cheruiyot Mosop      | Kenia              | 2:11:19  |
| 09    | Yoshinori Oda              | Japan              | 2:11:29  |
| 10    | Matthew Tegenkamp          | Vereinigte Staaten | 2:12:28  |

### Frauen
| Platz | Athletin               | Land               | Zeit (h) |
| ----- | ---------------------- | ------------------ | -------- |
| 01    | Rita Jeptoo Sitienei   | Kenia              | 2:19:57  |
| 02    | Jemima Jelagat Sumgong | Kenia              | 2:20:48  |
| 03    | Marija Konowalowa      | Russland           | 2:22:46  |
| 04    | Aliaksandra Duliba     | Belarus            | 2:23:44  |
| 05    | Atsede Baysa           | Äthiopien          | 2:26:42  |
| 06    | Ehitu Kiros Reda       | Äthiopien          | 2:27:42  |
| 07    | Yukiko Akaba           | Japan              | 2:27:49  |
| 08    | Abebech Afework        | Äthiopien          | 2:28:38  |
| 09    | Clara Santucci         | Vereinigte Staaten | 2:31:39  |
| 10    | Melissa White          | Vereinigte Staaten | 2:32:37  |